# Snöstormen i Gävle 1998

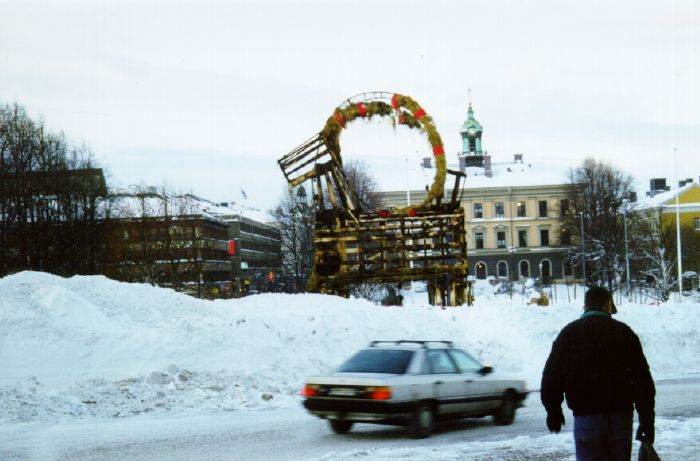
Gävle julen 1998. Snöhögarna är resultatet av snöovädret.

Snöstormen i Gävle 1998 var en snöstorm som slog till mot Gävle den 5 december 1998. Snöstormen beskrevs som en av de värsta under 1900-talet, och lamslog bussar och tåg, samt tvingade skolor och arbetsplatser hålla stängt. Även operationer på sjukhuset ställdes in, och ambulanserna ersattes av bandvagnar. Militär undsättning anlände från Dalregementet (I 13) i Falun, detta då Hälsinge regemente (I 14) avvecklats året innan. Först den 8 december avgick första tåget efter stormen från Gävle. Den 9 december fungerade återigen elförsörjningen, och den 11 december började staden fungera som vanligt igen.
Polisen stängde av E4 samt riksvägarna som ledde in mot staden.
Stormen bestod av nysnö, som lamslog staden, och var resultatet av en så kallad snökanon. Ovädret drog in över Gävlebukten. Snödjupet steg från 1 till 131 centimeter mellan 4 och 7 december.

### Fotnoter
1. ↑  ”Århundradets snöoväder”. Arbetarbladet. 30 november 2008. http://www.arbetarbladet.se/gastrikland/gavle/arhundradets-snoovader. Läst 9 januari 2016.
2. ↑  ”Århundradets snöstorm - Minnen & bilder från dagarna som skakade Gävle 1998”. https://www.youtube.com/watch?v=JE-dX_FfxAg. Läst 9 december 2019.
3. ↑  ”När snön kom”. Gefle Dagblad. 30 november 2008. Arkiverad från originalet den 25 januari 2016. https://web.archive.org/web/20160125121100/http://www.gd.se/allmant/nar-snon-kom. Läst 9 januari 2016.
4. ↑  ”Dagen efter snöstormen”. Aftonbladet. 7 december 1998. http://wwwc.aftonbladet.se/nyheter/9812/07/gavle.html. Läst 9 januari 2016.
5. ↑  Andreas Norinder (3 december 2013). ”Bildextra: 15 år sedan snökaoset”. Gefle dagblad. Arkiverad från originalet den 25 januari 2016. https://web.archive.org/web/20160125134027/http://www.gd.se/gastrikland/gavle/bildextra-15-ar-sedan-snokaoset. Läst 9 januari 2016.
6. ↑  ”Snökaoset runt Gävle”. Styrelsen för psykologiskt försvar. 1 augusti 1999. Arkiverad från originalet den 29 januari 2016. https://web.archive.org/web/20160129001706/https://www.msb.se/Upload/Produkter_tjanster/Publikationer/SPF/Sn%C3%B6kaoset%20runt%20G%C3%A4vle.pdf. Läst 9 januari 2016.
7. ↑  ”Minns du december 1998”. Gefle dagblad. 24 november 2008. http://www.gd.se/gastrikland/gavle/minns-du-december-1998. Läst 9 januari 2016.
8. ↑  ”Snökanon från havet”. SMHI. 11 november 2013. Arkiverad från originalet den 10 januari 2016. https://web.archive.org/web/20160110084017/http://www.smhi.se/kunskapsbanken/meteorologi/snokanon-fran-havet-1.13740. Läst 9 januari 2016.